# Rio Open 2016
Rio Open 2016 — професійний тенісний турнір, що проходив на відкритих кортах з ґрунтовим покриттям. Це був третій за ліком турнір. Належав до Туру ATP 2016 і Туру WTA 2016. Відбувся в Ріо-де-Жанейро (Бразилія). Тривав з 15 до 21 лютого 2016 року.

## Призові очки і гроші

### Розподіл очок
| Дисципліна                 | П   | Ф   | ПФ  | ЧФ | 1/8 | 1/16 | Q   | Q3  | Q2  | Q1  |
| Одиночний розряд, чоловіки | 500 | 300 | 180 | 90 | 45  | 0    | 20  | Н/Д | 10  | 0   |
| Парний розряд, чоловіки    | 500 | 300 | 180 | 90 | 0   | Н/Д  | 45  | Н/Д | 25  | 0   |
| Одиночний розряд, жінки    | 280 | 180 | 110 | 60 | 30  | 1    | 18  | 14  | 10  | 1   |
| Парний розряд, жінки       | 280 | 180 | 110 | 60 | 1   | Н/Д  | Н/Д | Н/Д | Н/Д | Н/Д |

### Розподіл призових грошей
| Дисципліна                 | П        | Ф        | ПФ      | ЧФ      | 1/8     | 1/161  | Q3     | Q2   | Q1   |
| Одиночний розряд, чоловіки | $303,300 | $142,450 | $70,735 | $35,365 | $17,920 | $9,430 | $1,570 | $865 | Н/Д  |
| Парний розряд, чоловіки *  | $89,400  | $42,240  | $20,390 | $10,600 | $5,550  | Н/Д    | Н/Д    | Н/Д  | Н/Д  |
| Одиночний розряд, жінки    | $43,000  | $21,400  | $11,300 | $5,900  | $3,310  | $1,925 | $1,005 | $730 | $530 |
| Парний розряд, жінки *     | $12,300  | $6,400   | $3,435  | $1,820  | $960    | Н/Д    | Н/Д    | Н/Д  | Н/Д  |

1 Кваліфаєри отримують і призові гроші 1/16 фіналу

* на пару

## Учасники чоловічих змагань

### Сіяні
| Країна   | Гравець           | Рейтинг1 | Сіяний |
| -------- | ----------------- | -------- | ------ |
| Іспанія  | Рафаель Надаль    | 5        | 1      |
| Іспанія  | Давид Феррер      | 6        | 2      |
| Франція  | Жо-Вілфрід Тсонга | 9        | 3      |
| США      | Джон Ізнер        | 12       | 4      |
| Австрія  | Домінік Тім       | 19       | 5      |
| США      | Джек Сок          | 23       | 6      |
| Італія   | Фабіо Фоніні      | 24       | 7      |
| Бразилія | Томас Беллуччі    | 30       | 8      |

- 1 Рейтинг подано станом на 8 лютого 2016.

### Інші учасники
Нижче наведено учасників, які отримали вайлд-кард на участь в основній сітці:
- Ніколас Джаррі
- Тьяго Монтейро
- Жоао Соуза

Нижче наведено гравців, які пробились в основну сітку через стадію кваліфікації:
- Факундо Баньїс
- Таро Даніель
- Гаштан Еліаш
- Даніель Хімено-Травер

### Знялись з турніру
До початку турніру
- Фернандо Вердаско→його замінив  Даніель Муньйос де ла Нава
- Андреас Гайдер-Маурер→його замінив  Душан Лайович

Під час турніру
- Олександр Долгополов (травма правого плеча)

### Завершили кар'єру
- Фабіо Фоніні (abdominal strain)
- Душан Лайович (травма лівої ступні)
- Хуан Монако (травма правого плеча)

## Учасники основної сітки в парному розряді

### Сіяні
| Країна   | Гравець               | Країна   | Гравець      | Рейтинг1 | Сіяні |
| -------- | --------------------- | -------- | ------------ | -------- | ----- |
| Бразилія | Марсело Мело          | Бразилія | Бруно Соарес | 11       | 1     |
| Колумбія | Хуан Себастьян Кабаль | Колумбія | Роберт Фара  | 50       | 2     |
| Уругвай  | Пабло Куевас          | Італія   | Фабіо Фоніні | 53       | 3     |
| США      | Ніколас Монро         | США      | Джек Сок     | 68       | 4     |

- 1 Рейтинг подано станом на 8 лютого 2016.

### Інші учасники
Пари, що отримали вайлд-кард на участь в основній сітці:
- Fabiano de Paula /  Орландо Луц
- Рожеріу Дутра Сілва /  Жоао Соуза

Нижче наведено пари, що пробились в основну сітку через стадію кваліфікації:
- Пабло Карреньйо /  Давід Марреро

Пари, що потрапили в основну сітку як щасливі лузери:
- Гільєрмо Дюран /  Філіпп Освальд

### Знялись з турніру
До початку турніру
- Фабіо Фоніні (abdominal strain)

### Завершили кар'єру
- Джек Сок (травма поперекового відділу хребта)

## Учасниці

### Сіяні
| Країна     | Гравчиня          | Рейтинг1 | Сіяна |
| ---------- | ----------------- | -------- | ----- |
| Бразилія   | Тельяна Перейра   | 44       | 1     |
| Швеція     | Юганна Ларссон    | 48       | 2     |
| Чорногорія | Данка Ковінич     | 50       | 3     |
| США        | Крістіна Макгейл  | 62       | 4     |
| Словенія   | Полона Герцог     | 83       | 5     |
| Іспанія    | Лара Арруабаррена | 88       | 6     |
| Німеччина  | Татьяна Марія     | 90       | 7     |
| Румунія    | Андрея Міту       | 104      | 8     |

- 1 Рейтинг подано станом на 8 лютого 2016

### Інші учасниці
Нижче наведено учасниць, які отримали вайлд-кард на участь в основній сітці:
- Габріела Се
- Сорана Кирстя
- Беатріс Аддад Майя

Нижче наведено гравчинь, які пробились в основну сітку через стадію кваліфікації:
- Дженніфер Брейді
- Сінді Бюргер
- Маріана дуке-Маріньйо
- Паула Крістіна Гонсалвіш
- Марія Ірігоєн
- Еліца Костова

### Знялись з турніру
До початку турніру
- Ежені Бушар (зміна графіку) → її замінила  Петра Мартич
- Карін Кнапп (травма лівого коліна) → її замінила  Сільвія Солер Еспіноза

## Учасниці в парному розряді

### Сіяні
| Країна        | Гравчиня             | Країна      | Гравчиня               | Рейтинг1 | Сіяна |
| ------------- | -------------------- | ----------- | ---------------------- | -------- | ----- |
| Австралія     | Анастасія Родіонова  | Ліхтенштейн | Штефані Фогт           | 110      | 1     |
| Нова Зеландія | Марина Еракович      | Іспанія     | Сільвія Солер Еспіноза | 201      | 2     |
| Чорногорія    | Данка Ковінич        | Румунія     | Андрея Міту            | 214      | 3     |
| Парагвай      | Вероніка Сепеде Ройг | Аргентина   | Марія Ірігоєн          | 215      | 4     |

- 1 Рейтинг подано станом на 8 лютого 2016.

### Інші учасниці
Пари, що отримали вайлд-кард на участь в основній сітці:
- Carolina Alves /  Гейді Ель Табах
- Алізе Лім /  Франческа Ск'явоне

### Знялись з турніру
Під час турніру
- Алізе Лім (травма шиї)

## Переможниці

### Men's singles
- Пабло Куевас —  Гвідо Пелья 6–4, 6–7(5–7), 6–4

### Women's singles
- Франческа Ск'явоне —  Шелбі Роджерс 2–6, 6–2, 6–2

### Men's doubles
- Хуан Себастьян Кабаль /  Роберт Фара —  Пабло Карреньо Буста /  Давід Марреро 7–6(7–5), 6–1

### Women's doubles
- Вероніка Сепеде Ройг /  Марія Ірігоєн —  Тара Мур /  Конні Перрен 6–1, 7–6(7–5)